# Tommi Kinnunen

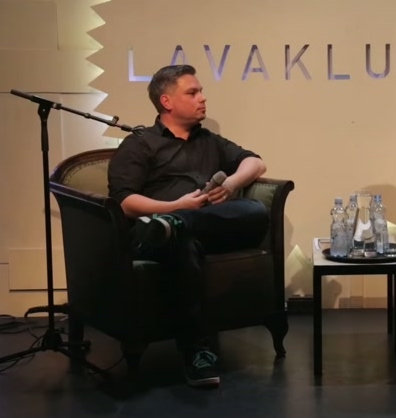
Tommi Kinnunen på litteraturklubben Prosak 16 oktober 2014

Tommi Kinnunen, född 1973 i Kuusamo, är en finländsk författare som arbetar som lektor i finska i Åbo. Kinnunens debutroman Där vägarna möts (Neljäntienristeys, 2014) nominerades till Finlandiapriset och Helsingin Sanomats litteraturpris 2014 och vann Tack för boken-medaljen 2015'.